# Thiacidas smythi
Pteronycta smythi là một loài bướm đêm trong họ Noctuidae.